# Registar viteških redova
Registar viteških redova (eng. Register of Orders of Chivalry; fra. Registre des Ordres de Chevalerie) je službena evidencija viteških redova koju nadzire Međunarodna komisija za viteške redove (ICOC), tijelo posvećeno istraživanju, priznavanju i validaciji legitimnih viteških redova. Osnovana 1960. godine Komisija ima za cilj standardizirati i zaštititi integritet viteških redova, odlikovanja i plemićkih tijela kroz detaljnu provjeru njihove povijesne i pravne pozadine. Registar se redovito ažurira i pruža referentnu točku za važeće viteške redove diljem svijeta, osiguravajući integritet tih institucija. Posljednje izdanje ovog registra bilo je 2024. godine.
Komisija je osnovana kao odgovor na rastući broj samoproglašenih ili lažnih viteških redova. Razvila je niz načela za procjenu valjanosti viteških redova, utemeljenih na heraldici, pravnim i povijesnim izvorima. ICOC radi na razlikovanju legitimnih dinastičkih redova, onih koje su odobrile vladajuće ili bivše suverene obitelji, od redova ili organizacija koje ne ispunjavaju povijesne i pravne standarde.

## Neovisni i poluneovisni redovi
Izvor

### Neovisni red
| Naziv reda                    | Utemeljenje                                                                          | Vrpca reda | Veliki majstor | Izv.  |
| ----------------------------- | ------------------------------------------------------------------------------------ | ---------- | -------------- | ----- |
| Suvereni viteški malteški red | Blaženi Gérard pod patronatom Gotfrida Bujonskog 1099. odobrio papa Paskal II. 1113. |            | John Dunlop    | [ 2 ] |

### Poluneovisni redovi
| Naziv reda                                         | Zaštitnik              | Utemeljenje                                                                                               | Vrpca reda | Veliki majstor                                                      | Izv.        |
| -------------------------------------------------- | ---------------------- | --- | ---------- | ------------------------------------------------------------------- | ----------- |
| Red Alcántara                                      | Španjolska             | dva brata pod patronatom kralja Ferdinanda II. Leonskog 1166. odobrio papa Aleksandar III. 1177.          |            | Filip VI. princ Pedro, vojvoda od Kalabrije                         | [ 3 ]       |
| Red Calatrava                                      | Španjolska             | skupina svećenika pod patronatom kralja Alfonsa VII. Kastiljskog 1157. odobrio papa Aleksandar III. 1164. |            | Filip VI. princ Pedro, vojvoda od Kalabrije                         | [ 4 ]       |
| Red Santiaga                                       | Španjolska             | skupina vitezova pod patronatom kralja Ferdinanda II. Leonskog 1170. odobrio papa Aleksandar III. 1175.   |            | Filip VI. princ Pedro, vojvoda od Kalabrije                         | [ 5 ]       |
| Red Montesa                                        | Španjolska             | kralj Alfonso I. Aragonski 1312. odobrio papa Ivan XXII. 1317.                                            |            | Filip VI. princ Pedro, vojvoda od Kalabrije                         | [ 6 ]       |
| Teutonski viteški red                              | Sveta Stolica          | Sveta Stolica 1190.                                                                                       |            | Abba Frank Bayard (od 2018.)                                        | [ 7 ] [ 8 ] |
| Red Svetoga Groba u Jeruzalemu                     | Sveta Stolica          | 1847. pa 1868.                                                                                            |            | kardinal Fernando Filoni (od 2019.) Latinski patrijarhat Jeruzalema | [ 9 ]       |
| Teutonski red Bailiwicka iz Utrechta u Nizozemskoj | Nizozemska             | 1249. – 1581.; obnovljen 1815.                                                                            |            | barun Jan Reint de Vos van Steenwijk (od 2014.)                     | [ 10 ]      |
| Viteški red sv. Ivana u Nizozemskoj                | Nizozemska             | nizozemska grana Ivanovaca; 1909. pa 1946.                                                                |            | Willem-Alexander Karel Greven                                       | [ 11 ]      |
| Viteški red sv. Ivana                              | Njemačka               | pruska grana Ivanovaca; kralj Fridrik Vilim IV. 1852.                                                     |            | princ Oskar Hohenzollern (od 1999.)                                 | [ 12 ]      |
| Prečasni red vitezova Ivanovaca                    | Ujedinjeno Kraljevstvo | britanska grana Ivanovaca; kraljica Viktorija 1888.                                                       |            | Karlo III. prince Richard, vojvoda od Gloucestera (od 1975.)        | [ 13 ]      |
| Viteški red sv. Ivana u Švedskoj                   | Švedska                | švedska grana Ivanovaca; 1920. pa kralj Gustav V. 1946.                                                   |            | Karlo XVI. Gustav Otto Drakenberg (od 2021.)                        | [ 14 ]      |
| Red Vitéz                                          | —                      | Miklós Horthy, regent Kraljevine Mađarske 1920.                                                           | —          | nadvojvoda József-Károly Habsburški                                 | [ 15 ]      |

## Dinastijski redovi
Izvor
|  | Redovi izumrlih dinastija   |
|  | Redovi medijatiziranih kuća |

| Naziv reda                                   | Dinastija                                       | Utemeljenje                                                                         | Vrpca reda | Veliki majstor                              | Izv.     |
| Albanija                                     | Albanija                                        | Albanija                                                                            | Albanija   | Albanija                                    | Albanija |
| -------------------------------------------- | ----------------------------------------------- | ----------------------------------------------------------------------------------- | ---------- | ------------------------------------------- | -------- |
| Velika ogrlica časti Albanije                | Zogu                                            | 1925., 1928. pa 1938.                                                               | —          | princ Leka                                  | [ 16 ]   |
| Red Besa                                     | Zogu                                            | 1926. pa 1930.                                                                      |            | princ Leka                                  | [ 16 ]   |
| Red Skanderbega                              | Zogu                                            | 1925. pa 1930.                                                                      |            | princ Leka                                  | [ 16 ]   |
| Austrija                                     |                                                 |                                                                                     |            |                                             |          |
| Red zlatnoga runa                            | Habsburg-Lotringen                              | burgundski vojvoda Filip III. 1429.                                                 |            | nadvojvoda Karlo                            |          |
| Red zvjezdanog križa                         | Habsburg-Lotringen                              | carica Eleonora, udovica cara Ferdinanda III. 1668.                                 |            | nadvojvoda Karlo nadvojvotkinja Gabrijela   |          |
| Bugarska                                     |                                                 |                                                                                     |            |                                             |          |
| Red svetih Ćirila i Metoda                   | Sachsen-Coburg-Gotha                            | car Ferdinand I. 1909.                                                              |            | Simeon II.                                  | [ 17 ]   |
| Red svetog Aleksandra                        | Sachsen-Coburg-Gotha                            | knez Aleksandar I. 1881.                                                            |            | Simeon II.                                  | [ 18 ]   |
| Red za hrabrost                              | Sachsen-Coburg-Gotha                            | knez Aleksandar I. 1880.                                                            |            | Simeon II.                                  | [ 19 ]   |
| Red za građanske zasluge                     | Sachsen-Coburg-Gotha                            | car Ferdinand I. 1891.                                                              |            | Simeon II.                                  | [ 20 ]   |
| Red za vojne zasluge                         | Sachsen-Coburg-Gotha                            | car Ferdinand I. 1900.                                                              |            | Simeon II.                                  | [ 21 ]   |
| Crna Gora                                    |                                                 |                                                                                     |            |                                             |          |
| Red knjaza Danila I.                         | Petrović-Njegoš                                 | knez Danilo I. 1852.                                                                |            | princ Nikola                                |          |
| Red Petrović Njegoš                          | Petrović-Njegoš                                 | knez Nikola I. 1897.                                                                |            | princ Nikola                                |          |
| Red svetog Petra Cetinjskog                  | Petrović-Njegoš                                 | knez Nikola I.                                                                      |            | princ Nikola                                |          |
| Francuska                                    |                                                 |                                                                                     |            |                                             |          |
| Red Duha Svetoga                             | Burbon                                          | kralj Henrik III. 1578                                                              |            | u sporu                                     |          |
| Red svetog Mihaela                           | Burbon                                          | kralj Luj XI. 1469.                                                                 |            | u sporu                                     |          |
| Red svetog Ljudevita                         | Burbon                                          | kralj Luj XIV. 1693.                                                                |            | u sporu                                     |          |
| Grčka                                        |                                                 |                                                                                     |            |                                             |          |
| Red Iskupitelja                              | Glücksburg                                      | kralj Oton I. 1833.                                                                 |            | krunski princ Pavao                         |          |
| Red svetih Jurja i Konstantina               | Glücksburg                                      | kralj Đuro II. 1936.                                                                |            | krunski princ Pavao                         |          |
| Red svete Olge i Sofije                      | Glücksburg                                      | kralj Đuro II. 1936.                                                                |            | krunski princ Pavao                         |          |
| Red Đure I.                                  | Glücksburg                                      | kralj Konstantin I. 1915.                                                           |            | krunski princ Pavao                         |          |
| Italija                                      |                                                 |                                                                                     |            |                                             |          |
| Vrhovni red Presvetog Navještenja            | Savoj                                           | savojski vojvoda Karlo III. 1518.                                                   |            | princ Emanuele Filiberto                    | [ 22 ]   |
| Red svetih Mauricija i Lazara                | Savoj                                           | savojski vojvoda Emanuel Filibert 1572.                                             |            | princ Emanuele Filiberto                    | [ 22 ]   |
| Civilni red Savoje                           | Savoj                                           | kralj Karlo Albert 1831.                                                            |            | princ Emanuele Filiberto                    | [ 22 ]   |
| Konstantinijanski red svetog Jurja           | Bourbon-Parma                                   | 1699.                                                                               |            | princ Karlo V. Xavier                       | [ 23 ]   |
| Red za zasluge svetog Ljudevita              | Bourbon-Parma                                   | 1836. pa 1849.                                                                      |            | princ Karlo V. Xavier                       | [ 24 ]   |
| Red svetog Stjepana                          | Habsburg-Lotringen                              | papa Pio IV. 1562.                                                                  |            | princ Sigismondo                            |          |
| Red svetog Josipa                            | Habsburg-Lotringen                              | toskanski veliki vojvoda Ferninand III. 1817.                                       |            | princ Sigismondo                            |          |
| Red svetog Januarija                         | Burbon Dviju Sicilija                           | kralj Karlo IV. 1738.                                                               |            | u sporu                                     |          |
| Konstantinijanski red svetog Jurja           | Burbon Dviju Sicilija                           | 1699.                                                                               |            | u sporu                                     |          |
| Njemačka                                     |                                                 |                                                                                     |            |                                             |          |
| Red crnog orla                               | Hohenzollern                                    | pruski kralj Fridrik I. 1701.                                                       |            | princ Juraj Fridrik                         |          |
| Kraljevski red Hohenzollerna                 | Hohenzollern                                    | kralj Fridrik Vilim IV. 1851.                                                       |            | princ Juraj Fridrik                         |          |
| Red Lujze                                    | Hohenzollern                                    | kralj Fridrik Vilim III. 1814.                                                      |            | princ Juraj Fridrik                         |          |
| Red medvjeda Alberta                         | Anhalt                                          | trojica knezova od Anhalta iz različitih ogranaka obitelji 1836.                    |            | princ Edvard II.                            | [ 25 ]   |
| Red vjernosti                                | Baden-Zähringen                                 | markgrof Karlo III. Vilim od Baden-Durlacha 1715.                                   |            | princ Bernhard, markgrof badenski           |          |
| Red svetog Huberta                           | Wittelsbach                                     | vojvoda Gerhard VII. od Jülich-Berga 1444.                                          |            | princ Franz, vojvoda bavarski               |          |
| Red svetog Jurja za obranu Bezgrešnog začeća | Wittelsbach                                     | knez Karlo VII. Albert 1729.                                                        |            | princ Franz, vojvoda bavarski               |          |
| Red Terezije                                 | Wittelsbach                                     | kraljica Terezije, supruga kralja Ludviga I. Karla 1827.                            |            | princ Franz, vojvoda bavarski               |          |
| Red Henrika Lava                             | Brunswick-Lüneburg (Hanover)                    | vojvoda William 1834.                                                               |            | princ Ernst August                          |          |
| Kraljevski guelfski red                      | Guelf-Hanover                                   | princ regent Đuro 1815.                                                             |            | princ Ernst August                          |          |
| Red svetog Jurja                             | Guelf-Hanover                                   | kralj Ernest August 1839.                                                           |            | princ Ernst August                          |          |
| Red zlatnog lava                             | Hessen-Reginar                                  | grof Fridrik II. od Hessen-Kassela 1770.                                            |            | grof Donat                                  |          |
| Red kuće Lippe                               | Lippe                                           | princ Leopold III. 1869.                                                            |            | princ Stjepan                               |          |
| Red Petra Fridrika Luja                      | Oldenburg                                       | veliki vojvoda August 1838.                                                         |            | vojvoda Kristijan                           |          |
| Red kuće Hohenzollern                        | Hohenzollern-Sigmaringen                        | dva princa Hohenzollerna 1841.                                                      |            | princ Karlo Fridrik                         |          |
| Red križa časti Reussa                       | Reuss                                           | princ Heinrich XIV. mlađeg ogranka 1841.                                            |            | princ Henrik XIV.                           |          |
| Red Wendske krune                            | Mecklenburg                                     | vojvode Mecklenburg-Schwerin i Mecklenburg-Strelitz 1864.                           |            | vojvoda Borwin                              |          |
| Red križa časti Schwarzburga                 | Schwarzburg                                     | 1853. i 1857.                                                                       |            | nema nasljednika                            |          |
| Red dijamantne krune                         | Wettin – albertinska loza                       | kralj Fridrik August II. 1807.                                                      |            | u sporu                                     |          |
| Red svetog Henrika                           | Wettin – albertinska loza                       | elektor Fridrik August II. 1736                                                     |            | u sporu                                     |          |
| Red Sidonije                                 | Wettin – albertinska loza                       | kralj Ivan 1870.                                                                    |            | u sporu                                     |          |
| Red bijelog sokola                           | Saxe-Weimar-Eisenach                            | 1732. pa 1815.                                                                      |            | princ Michael                               |          |
| Sakso-Ernestinski red                        | Saxe-Meiningen Saxe-Coburg-Gotha Saxe-Altenburg | vojvoda Fridrik I. od Saxe-Gotha-Altenburg 1690. trojica vojvoda obnovili red 1833. |            | princ Konrad princ Andreas nema nasljednika |          |
| Red kuće Schaumburg-Lippe                    | Lippe                                           | princ Adolf I. 1890.                                                                |            | princ Alexander                             |          |
| Red za zasluge kuće Waldeck                  | Waldeck                                         | princ Juraj Viktor 1857.                                                            |            | princ Wittekind                             |          |
| Red Württemberške krune                      | Württemberg                                     | kralj Fridrik I. 1818.                                                              |            | vojvoda Vilim                               |          |
| Red Olge                                     | Württemberg                                     | kralj Karlo I. 1871.                                                                |            | vojvoda Vilim                               |          |
| Red feniksa                                  | Hohenlohe-Bartenstein                           | princ Philipp Ernst 1757.                                                           |            | princ Maximilian, X. princ                  |          |
| Kućni red Isenburga                          | Isenburg-Birstein                               | princ Karlo I. 1809.                                                                | —          | princ Alexander, VII. princ                 |          |
| Red kuće Thurn und Taxis                     | Thurn und Taxis                                 | 1704. i 1733.                                                                       |            | princ Albert, XII. princ                    |          |
| Portugal                                     |                                                 |                                                                                     |            |                                             |          |
| Red svete Izabele                            | Braganza                                        | princ regent Ivan VI. 1807.                                                         |            | vojvoda Duarte Pio                          |          |
| Red Bezgrešnog začeća Vila Viçosa            | Braganza                                        | kralj Ivan VI. 1818.                                                                |            | vojvoda Duarte Pio                          |          |
| Rumunjska                                    |                                                 |                                                                                     |            |                                             |          |
| Red rumunjske krune                          | Hohenzollern-Sigmaringen                        | kralj Karlo I. 1881.                                                                |            | čuvarica krune Margareta                    | [ 26 ]   |
| Red Karla I.                                 | Hohenzollern-Sigmaringen                        | kralj Karlo I. 1906.                                                                |            | čuvarica krune Margareta                    | [ 27 ]   |
| Red Mihajla Hrabrog                          | Hohenzollern-Sigmaringen                        | kralj Ferdinand I. 1916.                                                            |            | čuvarica krune Margareta                    |          |
| Rusija                                       |                                                 |                                                                                     |            |                                             |          |
| Red svetog Andrije                           | Romanov                                         | car Petar I. Veliki 1698.                                                           |            | velika kneginja Marija Vladimirovna         | [ 28 ]   |
| Red svete Katarine                           | Romanov                                         | car Petar I. Veliki 1714.                                                           |            | velika kneginja Marija Vladimirovna         | [ 28 ]   |
| Red svetog Aleksandra Nevskog                | Romanov                                         | carica Katarina I. 1725.                                                            |            | velika kneginja Marija Vladimirovna         | [ 28 ]   |
| Red svete Ane                                | Romanov                                         | 1735., 1742. pa 1796.                                                               |            | velika kneginja Marija Vladimirovna         | [ 28 ]   |
| Red svetog Jurja                             | Romanov                                         | carica Katarina II. Velika 1769.                                                    |            | velika kneginja Marija Vladimirovna         | [ 28 ]   |
| Red svetog Vladimira                         | Romanov                                         | carica Katarina II. Velika 1782.                                                    |            | velika kneginja Marija Vladimirovna         | [ 28 ]   |
| Red bijelog orla                             | Romanov                                         | kralj August II. Jaki 1705., 1815. pa 1830.                                         |            | velika kneginja Marija Vladimirovna         | [ 28 ]   |
| Red svetog Stanislava                        | Romanov                                         | 1765., 1815. pa 1830.                                                               |            | velika kneginja Marija Vladimirovna         | [ 28 ]   |
| Srbija                                       |                                                 |                                                                                     |            |                                             |          |
| Red svetog kneza Lazara                      | Karađorđević                                    | srpski kralj Aleksandar I. 1889.                                                    | —          | krunski princ Aleksandar                    |          |
| Red bijelog orla                             | Karađorđević                                    | srpski kralj Milan I. 1883.                                                         |            | krunski princ Aleksandar                    |          |
| Red svetog Save                              | Karađorđević                                    | srpski kralj Milan I. 1883.                                                         |            | krunski princ Aleksandar                    |          |
| Red Karađorđeve zvijezde                     | Karađorđević                                    | srpski kralj Petar I. 1904.                                                         |            | krunski princ Aleksandar                    |          |
| Red jugoslavenske krune                      | Karađorđević                                    | jugoslavenski kralj Aleksandar I. 1930.                                             |            | krunski princ Aleksandar                    |          |
| Brazil                                       |                                                 |                                                                                     |            |                                             |          |
| Red Pedra I.                                 | Orléans-Braganza                                | car Pedro I. 1826.                                                                  |            | u sporu                                     |          |
| Red ruže                                     | Orléans-Braganza                                | car Pedro I. 1829.                                                                  |            | u sporu                                     |          |

## Ustanove viteškog karaktera
Izvor
| Naziv reda                                                         | Dinastija          | Utemeljenje                          | Vrpca reda | Veliki majstor                      | Izv.          |
| Austrija                                                           | Austrija           | Austrija                             | Austrija   | Austrija                            | Austrija      |
| ------------------------------------------------------------------ | ------------------ | ------------------------------------ | ---------- | ----------------------------------- | ------------- |
| Red svetog Jurja                                                   | Habsburg-Lotringen | nadvojvode Otto i Karlo 2008.        |            | nadvojvoda Karlo                    | [ 29 ]        |
| Gruzija                                                            |                    |                                      |            |                                     |               |
| Red gruzijskog orla i bešavne tunike Gospodina našega Isusa Krista | Bagration          | princ Irakli od Mukhranija 1939.     |            | princ David od Mukhranija           | [ 30 ]        |
| Red svete kraljice Tamare                                          | Bagration          | 1915., 1919., 1942. i 2008.          |            | princ David od Mukhranija           | [ 31 ]        |
| Red gruzijske krune                                                | Bagration          | princ Irakli od Mukhranija 1939.     |            | princ David od Mukhranija           | [ 32 ]        |
| Italija                                                            |                    |                                      |            |                                     |               |
| Red Savoja za zasluge                                              | Savoj              | princ Viktor Emanuel 1988.           |            | princ Emanuele Filiberto            | [ 22 ]        |
| Portugal                                                           |                    |                                      |            |                                     |               |
| Red krila svetog Mihovila                                          | Braganza           | 1171., 1848., pa obnovljen 1981.     |            | vojvoda Duarte Pio                  |               |
| Rusija                                                             |                    |                                      |            |                                     |               |
| Red svetog Nikole Čudotvorca                                       | Romanov            | veliki knez Kiril Vladimirovič 1929. |            | velika kneginja Marija Vladimirovna | [ 28 ]        |
| Red svetog Mihaela Arkanđela                                       | Romanov            | veliki knez Vladimir Kirilovič 1988. |            | velika kneginja Marija Vladimirovna | [ 28 ] [ 33 ] |
| Španjolska                                                         |                    |                                      |            |                                     |               |
| Red zabranjenog legitimiteta                                       | Bourbon-Parma      | 1923. pa 2000.                       |            | princ Karlo V. Xavier               | [ 34 ]        |